# Balmuccia
Balmuccia est une commune de la province de Verceil dans le Piémont en Italie.

## Administration
| Période                                  | Période  | Identité       | Étiquette | Qualité |
| ---------------------------------------- | -------- | -------------- | --------- | ------- |
| 30 mai 2006                              | En cours | Moreno Uffredi |           |         |
| Les données manquantes sont à compléter. |          |                |           |         |

### Communes limitrophes
Boccioleto, Cravagliana, Rossa, Scopa, Vocca